# 김건호 (공무원)
김건호(金建鎬, 1945년 8월 30일~)는 대한민국의 공무원이다.

## 학력
- 경상북도 상주국민학교 졸업
- 서울중학교 졸업
- 경기고등학교 졸업
- 서울대학교 토목공학과 학사
- 서울대학교 환경대학원 공학석사

### 명예 박사 학위
- 대한민국 충청남도 아산 순천향대학교 명예 공학박사
- 러시아 모스크바 주 모스크바 대학교 명예 공학박사
- 카자흐스탄 국립 대학교 명예 공학박사

## 경력
- 1972년 당시 행정고시 12기 출신.
- 1984년 9월 - 건설부 행정국 부국장.
- 1988년 2월 - 건설부 도로국 부국장.
- 1994년 4월 - 건설부 도로국 국장(1994년 4월 26일).
- 1994년 12월 - 건설교통부 건설지원실 차장(1994년 12월 18일).
- 1995년 4월 25일 - 건설교통부 건설지원실 실장.
- 1995년 12월 23일 - 건설교통부 수송정책실 실장.
- 1996년 2월 29일 - 건설교통부 관리관.
- 1997년 3월 6일 - 건설교통부 관리관 겸 이사관.
- 1997년 3월 19일 - 제2대 건설교통부 차관.
- 1998년 3월 8일 - 제2대 건설교통부 차관 직위 퇴임.
- 1998년 4월 - 한국공항공단 이사장.
- 1998년 5월 - 국제항공협회 태평양지역 이사회 대표전임위원(겸직).
- 1998년 6월 - 국제항공협회 태평양지역 이사회 대표전임위원 직위 퇴임.
- 1998년 7월 - 한국항공진흥협회 회장(겸직).
- 1994년 3월 - 한국공항공단 이사장 직위 퇴임(1994년 3월 7일).
- 1999년 12월 - 한국항공진흥협회 회장 직위 퇴임.
- 2001년 3월 - 한국공항공단 이사장 직위 퇴임.
- 2002년 6월 - 제3회 지방 선거에 경상북도 상주시 시장 무소속 후보 출마하였지만 낙선(2002년 6월 13일).
- 2008년 7월 - 제12대 한국수자원공사 사장.
- 2013년 7월 - 제12대 한국수자원공사 사장 직위 퇴임.